# Mistrzostwa Ameryki Północnej, Środkowej i Karaibów Juniorek w Piłce Siatkowej 2012
Mistrzostwa Ameryki Północnej, Środkowej i Karaibów Juniorek w Piłce Siatkowej 2012 odbyły się w Nikaragui w dniach 21 - 26 sierpnia 2012. Zespoły rywalizowały w Managui. Mistrzostwa były jednocześnie kwalifikacjami do Mistrzostw Świata Juniorek w Piłce Siatkowej 2013. Tytuł wywalczyła reprezentacja Dominikany.

## Pierwsza runda

### Grupa A
| Lp. | Drużyna           | Mecze | Mecze | Mecze | Pkt | Małe punkty | Małe punkty | Małe punkty | Sety | Sety | Sety  |
| Lp. | Drużyna           | M     | W     | P     | Pkt | zdob.       | str.        | ratio       | wyg. | prz. | ratio |
| --- | ----------------- | ----- | ----- | ----- | --- | ----------- | ----------- | ----------- | ---- | ---- | ----- |
| 1   | Kostaryka         | 2     | 2     | 0     | 10  | 150         | 72          | 2.083       | 6    | 0    | MAX   |
| 2   | Nikaragua         | 2     | 1     | 1     | 5   | 122         | 112         | 1.089       | 3    | 3    | 1.000 |
| 3   | Antigua i Barbuda | 2     | 0     | 2     | 0   | 62          | 150         | 0.413       | 0    | 9    | 0.000 |

Źródło: fivb.org
Punktacja: 3:0 – 5 pkt, 3:1 – 4 pkt, 3:2 – 3 pkt, 2:3 – 2 pkt, 1:3 – 1 pkt, 0:3 – 0 pkt
Zasady ustalania kolejności: 1. liczba zwycięstw, 2. liczba punktów, 3. stosunek małych punktów, 4. stosunek setów, 5. bilans w bezpośrednich meczach
     awans do półfinałów
     awans do ćwierćfinałów
     mecze o miejsca 7-9

#### Wyniki spotkań
| Data  | Godz. | Drużyna 1 | Wynik | Drużyna 2         | 1     | 2     | 3     | 4 | 5 | Widzów | * |
| ----- | ----- | --------- | ----- | ----------------- | ----- | ----- | ----- | - | - | ------ | - |
| 21.08 | 16:00 | Kostaryka | 3:0   | Antigua i Barbuda | 25:9  | 25:9  | 25:9  |   |   | 200    | 1 |
| 22.08 | 20:00 | Nikaragua | 3:0   | Antigua i Barbuda | 25:12 | 25:13 | 25:12 |   |   | 500    | 2 |
| 23.08 | 20:00 | Nikaragua | 0:3   | Kostaryka         | 10:25 | 23:25 | 14:25 |   |   | 200    | 3 |

### Grupa B
| Lp. | Drużyna    | Mecze | Mecze | Mecze | Pkt | Małe punkty | Małe punkty | Małe punkty | Sety | Sety | Sety  |
| Lp. | Drużyna    | M     | W     | P     | Pkt | zdob.       | str.        | ratio       | wyg. | prz. | ratio |
| --- | ---------- | ----- | ----- | ----- | --- | ----------- | ----------- | ----------- | ---- | ---- | ----- |
| 1   | Dominikana | 2     | 2     | 0     | 9   | 173         | 109         | 1.587       | 6    | 1    | 6.000 |
| 2   | Meksyk     | 2     | 1     | 1     | 6   | 161         | 123         | 1.309       | 4    | 3    | 1.333 |
| 3   | Gwatemala  | 2     | 0     | 2     | 0   | 48          | 150         | 0.320       | 0    | 6    | 0.000 |

Źródło: fivb.org
Punktacja: 3:0 – 5 pkt, 3:1 – 4 pkt, 3:2 – 3 pkt, 2:3 – 2 pkt, 1:3 – 1 pkt, 0:3 – 0 pkt
Zasady ustalania kolejności: 1. liczba zwycięstw, 2. liczba punktów, 3. stosunek małych punktów, 4. stosunek setów, 5. bilans w bezpośrednich meczach
     awans do półfinałów
     awans do ćwierćfinałów
     mecze o miejsca 7-9

#### Wyniki spotkań
| Data  | Godz. | Drużyna 1  | Wynik | Drużyna 2 | 1     | 2     | 3     | 4     | 5 | Widzów | * |
| ----- | ----- | ---------- | ----- | --------- | ----- | ----- | ----- | ----- | - | ------ | - |
| 21.06 | 20:00 | Meksyk     | 3:0   | Gwatemala | 25:11 | 25:11 | 25:3  |       |   | 200    | 1 |
| 22.06 | 16:00 | Dominikana | 3:0   | Gwatemala | 25:7  | 25:3  | 25:13 |       |   | 200    | 2 |
| 23.06 | 16:00 | Dominikana | 3:1   | Meksyk    | 25:20 | 21:25 | 25:16 | 27:25 |   | 450    | 3 |

### Grupa C
| Lp. | Drużyna           | Mecze | Mecze | Mecze | Pkt | Małe punkty | Małe punkty | Małe punkty | Sety | Sety | Sety  |
| Lp. | Drużyna           | M     | W     | P     | Pkt | zdob.       | str.        | ratio       | wyg. | prz. | ratio |
| --- | ----------------- | ----- | ----- | ----- | --- | ----------- | ----------- | ----------- | ---- | ---- | ----- |
| 1   | Stany Zjednoczone | 2     | 2     | 0     | 9   | 169         | 115         | 1.470       | 6    | 1    | 6.000 |
| 2   | Kuba              | 2     | 1     | 1     | 6   | 162         | 129         | 1.256       | 4    | 3    | 1.333 |
| 3   | Trynidad i Tobago | 2     | 0     | 2     | 0   | 63          | 150         | 0.420       | 0    | 6    | 0.000 |

Źródło: fivb.org
Punktacja: 3:0 – 5 pkt, 3:1 – 4 pkt, 3:2 – 3 pkt, 2:3 – 2 pkt, 1:3 – 1 pkt, 0:3 – 0 pkt
Zasady ustalania kolejności: 1. liczba zwycięstw, 2. liczba punktów, 3. stosunek małych punktów, 4. stosunek setów, 5. bilans w bezpośrednich meczach
     awans do półfinałów
     awans do ćwierćfinałów
     mecze o miejsca 7-9

#### Wyniki spotkań
| Data  | Godz. | Drużyna 1         | Wynik | Drużyna 2         | 1     | 2     | 3     | 4     | 5 | Widzów | * |
| ----- | ----- | ----------------- | ----- | ----------------- | ----- | ----- | ----- | ----- | - | ------ | - |
| 21.06 | 16:00 | Stany Zjednoczone | 3:0   | Trynidad i Tobago | 25:10 | 25:10 | 25:8  |       |   | 300    | 1 |
| 22.06 | 16:00 | Kuba              | 3:0   | Trynidad i Tobago | 25:13 | 25:8  | 25:14 |       |   | 300    | 2 |
| 23.06 | 16:00 | Stany Zjednoczone | 3:1   | Kuba              | 19:25 | 25:23 | 25:23 | 25:16 |   | 800    | 3 |

## Runda finałowa

### Mecz o miejsca 7-9
| Data  | Godz. | Drużyna 1         | Wynik | Drużyna 2 | 1    | 2    | 3     | 4 | 5 | Widzów | * |
| ----- | ----- | ----------------- | ----- | --------- | ---- | ---- | ----- | - | - | ------ | - |
| 24.06 | 16:00 | Antigua i Barbuda | 0:3   | Gwatemala | 8:25 | 8:25 | 13:25 |   |   | 100    | 1 |

### Ćwierćfinały
| Data  | Godz. | Drużyna 1         | Wynik | Drużyna 2 | 1     | 2     | 3     | 4     | 5     | Widzów | * |
| ----- | ----- | ----------------- | ----- | --------- | ----- | ----- | ----- | ----- | ----- | ------ | - |
| 24.06 | 18:00 | Meksyk            | 3:2   | Kuba      | 25:15 | 25:19 | 21:25 | 14:25 | 15:12 | 350    | 1 |
| 24.06 | 20:00 | Stany Zjednoczone | 3:0   | Nikaragua | 25:10 | 25:7  | 25:7  |       |       | 150    | 2 |

### Mecz o 7 miejsce
| Data  | Godz. | Drużyna 1         | Wynik | Drużyna 2 | 1    | 2     | 3    | 4 | 5 | Widzów | * |
| ----- | ----- | ----------------- | ----- | --------- | ---- | ----- | ---- | - | - | ------ | - |
| 25.06 | 16:00 | Trynidad i Tobago | 0:3   | Gwatemala | 7:25 | 16:25 | 7:25 |   |   | 100    | 1 |

### Półfinały
| Data  | Godz. | Drużyna 1  | Wynik | Drużyna 2         | 1     | 2     | 3     | 4     | 5     | Widzów | * |
| ----- | ----- | ---------- | ----- | ----------------- | ----- | ----- | ----- | ----- | ----- | ------ | - |
| 25.06 | 18:00 | Dominikana | 3:2   | Stany Zjednoczone | 22:25 | 13:25 | 25:21 | 25:22 | 15:10 | 600    | 1 |
| 25.06 | 20:00 | Kostaryka  | 0:3   | Meksyk            | 16:25 | 19:25 | 19:25 |       |       | 300    | 2 |

### Mecz o 5 miejsce
| Data  | Godz. | Drużyna 1 | Wynik | Drużyna 2 | 1    | 2    | 3     | 4 | 5 | Widzów | * |
| ----- | ----- | --------- | ----- | --------- | ---- | ---- | ----- | - | - | ------ | - |
| 26.06 | 15:00 | Kuba      | 3:0   | Nikaragua | 25:4 | 25:8 | 25:10 |   |   | 150    | 1 |

### Mecz o 3 miejsce
| Data  | Godz. | Drużyna 1         | Wynik | Drużyna 2 | 1     | 2     | 3     | 4 | 5 | Widzów | * |
| ----- | ----- | ----------------- | ----- | --------- | ----- | ----- | ----- | - | - | ------ | - |
| 26.06 | 17:00 | Stany Zjednoczone | 3:0   | Kostaryka | 25:18 | 25:14 | 25:22 |   |   | 200    | 1 |

### Finał
| Data  | Godz. | Drużyna 1  | Wynik | Drużyna 2 | 1     | 2     | 3     | 4     | 5 | Widzów | * |
| ----- | ----- | ---------- | ----- | --------- | ----- | ----- | ----- | ----- | - | ------ | - |
| 26.06 | 19:00 | Dominikana | 3:1   | Meksyk    | 25:19 | 25:21 | 24:26 | 25:11 |   | 800    | 1 |

## Klasyfikacja końcowa
| Miejsce | Reprezentacja     | Uwagi          |
| ------- | ----------------- | -------------- |
|         | Dominikana        | awans: MŚ 2013 |
|         | Meksyk            | awans: MŚ 2013 |
|         | Stany Zjednoczone | awans: MŚ 2013 |
| 4.      | Kostaryka         |                |
| 5.      | Kuba              |                |
| 6.      | Nikaragua         |                |
| 7.      | Gwatemala         |                |
| 8.      | Trynidad i Tobago |                |
| 9.      | Antigua i Barbuda |                |

## Nagrody indywidualne
| MVP               | Najlepsza punktująca | Najlepsza atakująca | Najlepsza blokująca | Najlepsza zagrywająca | Najlepsza broniąca | Najlepsza rozgrywająca | Najlepsza przyjmująca | Najlepsza libero  |
| ----------------- | -------------------- | ------------------- | ------------------- | --------------------- | ------------------ | ---------------------- | --------------------- | ----------------- |
| Winifer Fernández | Brayelin Martínez    | Sulian Matienzo     | Angélica Hinojosa   | María Alvarez         | Winifer Fernández  | Marilyn Pages          | Winifer Fernández     | Winifer Fernández |